# NFL Draft 2014

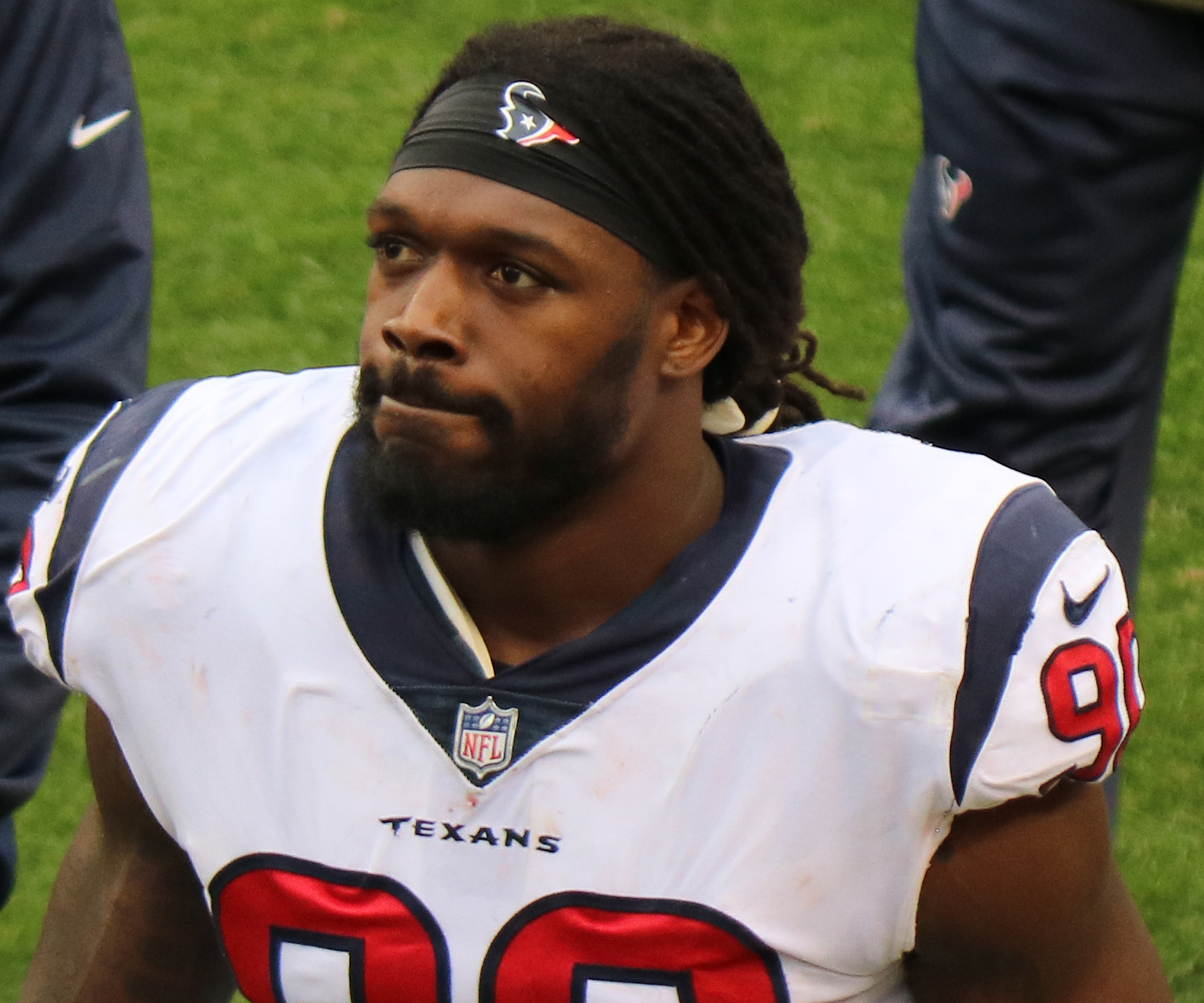
Erster Pick 2014: Defensive End Jadeveon Clowney

Der NFL Draft 2014 war der 79. Auswahlprozess neuer Spieler (Draft) im American Football für die Saison 2014 der National Football League (NFL). Der Draft fand vom 8. bis 10. Mai 2014 in der Radio City Music Hall in New York City statt. Aufgrund eines Terminkonflikts bei der Music Hall konnte der Draft nicht traditionell Ende April stattfinden, sondern musste auf Anfang Mai verschoben werden.
Vor dem Draft wurde diskutiert, den Draft an einem anderen Ort stattfinden zu lassen, weil ihm in den vergangenen Jahren immer größere Aufmerksamkeit zuteilwurde und die Music Hall den Ansprüchen nicht mehr gerecht werden könnte. Außerdem wurde eine Verlängerung des Drafts auf vier Tage überlegt. Nach dem Draft fiel die Entscheidung, dass im nächsten Jahr das Auditorium Theatre in Chicago, Illinois fungieren werde.
Die Houston Texans eröffneten den Draft mit der Auswahl von Defensive End Jadeveon Clowney, womit das erste Mal seit 2006 ein Spieler der Defense als Gesamterster im Draft ausgewählt wurde. Mr. Irrelevant, der letzte Spieler im Draft wurde ebenfalls von Houston Texans ausgewählt, die sich für Safety Lonnie Ballentine entschieden.
Mediale Aufmerksamkeit hatte zudem der Siebtrundenpick der St. Louis Rams, die Defensive End Michael Sam auswählten. Sam hatte einige Monate vor dem Draft bekannt gegeben homosexuell zu sein und war damit der erste öffentlich homosexuelle Spieler, der bei einem Draft gewählt wurde.

## Übertragung
In den USA wurde der Draft 2014 von ESPN und NFL Network übertragen und wurde dabei von insgesamt 45,7 Millionen Zuschauern angesehen. In Deutschland war der Draft ausschließlich über den Stream auf NFL.com zu verfolgen.

## Reihenfolge
Springe zu Runde: 2 | 3 | 4 | 5 | 6 | 7
| Runde | Auswahl | Team                 | Spieler                 | Position | College                  | Conference   | Bemerkungen                                 |
| ----- | ------- | -------------------- | ----------------------- | -------- | ------------------------ | ------------ | ------------------------------------------- |
| 1     | 1       | Houston Texans       | Jadeveon Clowney        | DE       | South Carolina           | SEC          |                                             |
| 1     | 2       | St. Louis Rams       | Greg Robinson           | OT       | Auburn                   | SEC          | Pick von den Redskins                       |
| 1     | 3       | Jacksonville Jaguars | Blake Bortles           | QB       | UCF                      | The American |                                             |
| 1     | 4       | Buffalo Bills        | Sammy Watkins           | WR       | Clemson                  | ACC          | Pick von den Browns                         |
| 1     | 5       | Oakland Raiders      | Khalil Mack             | LB       | Buffalo                  | MAC          |                                             |
| 1     | 6       | Atlanta Falcons      | Jake Matthews           | OT       | Texas A&M                | SEC          |                                             |
| 1     | 7       | Tampa Bay Buccaneers | Mike Evans              | WR       | Texas A&M                | SEC          |                                             |
| 1     | 8       | Cleveland Browns     | Justin Gilbert          | CB       | Oklahoma State           | Big 12       | Pick von den Vikings                        |
| 1     | 9       | Minnesota Vikings    | Anthony Barr            | LB       | UCLA                     | Pac-12       | Pick von den Bills via Browns               |
| 1     | 10      | Detroit Lions        | Eric Ebron              | TE       | North Carolina           | ACC          |                                             |
| 1     | 11      | Tennessee Titans     | Taylor Lewan            | OT       | Michigan                 | Big Ten      |                                             |
| 1     | 12      | New York Giants      | Odell Beckham Jr.       | WR       | LSU                      | SEC          |                                             |
| 1     | 13      | St. Louis Rams       | Aaron Donald            | DT       | Pittsburgh               | ACC          |                                             |
| 1     | 14      | Chicago Bears        | Kyle Fuller             | CB       | Virginia Tech            | ACC          |                                             |
| 1     | 15      | Pittsburgh Steelers  | Ryan Shazier            | LB       | Ohio State               | Big Ten      |                                             |
| 1     | 16      | Dallas Cowboys       | Zack Martin             | OG       | Notre Dame               | Unabh. (FBS) |                                             |
| 1     | 17      | Baltimore Ravens     | C. J. Mosley            | LB       | Alabama                  | SEC          |                                             |
| 1     | 18      | New York Jets        | Calvin Pryor            | S        | Louisville               | The American |                                             |
| 1     | 19      | Miami Dolphins       | Ja'Wuan James           | OT       | Tennessee                | SEC          |                                             |
| 1     | 20      | New Orleans Saints   | Brandin Cooks           | WR       | Oregon State             | Pac-12       | Pick von den Cardinals                      |
| 1     | 21      | Green Bay Packers    | Ha Ha Clinton-Dix       | S        | Alabama                  | SEC          |                                             |
| 1     | 22      | Cleveland Browns     | Johnny Manziel          | QB       | Texas A&M                | SEC          | Pick von den Eagles                         |
| 1     | 23      | Kansas City Chiefs   | Dee Ford                | DE       | Auburn                   | SEC          |                                             |
| 1     | 24      | Cincinnati Bengals   | Darqueze Dennard        | CB       | Michigan State           | Big Ten      |                                             |
| 1     | 25      | San Diego Chargers   | Jason Verrett           | CB       | TCU                      | Big 12       |                                             |
| 1     | 26      | Philadelphia Eagles  | Marcus Smith            | LB       | Louisville               | The American | Pick von den Colts via Browns               |
| 1     | 27      | Arizona Cardinals    | Deone Bucannon          | S        | Washington State         | Pac-12       | Pick von den Saints                         |
| 1     | 28      | Carolina Panthers    | Kelvin Benjamin         | WR       | Florida State            | ACC          |                                             |
| 1     | 29      | New England Patriots | Dominique Easley        | DT       | Florida                  | SEC          |                                             |
| 1     | 30      | San Francisco 49ers  | Jimmie Ward             | S        | Northern Illinois        | MAC          |                                             |
| 1     | 31      | Denver Broncos       | Bradley Roby            | CB       | Ohio State               | Big Ten      |                                             |
| 1     | 32      | Minnesota Vikings    | Teddy Bridgewater       | QB       | Louisville               | The American | Pick von den Seahawks                       |
| 2     | 33      | Houston Texans       | Xavier Su'a-Filo        | OG       | UCLA                     | Pac-12       |                                             |
| 2     | 34      | Dallas Cowboys       | DeMarcus Lawrence       | DE       | Boise State              | MW           | Pick von den Redskins                       |
| 2     | 35      | Cleveland Browns     | Joel Bitonio            | OT       | Nevada                   | MW           |                                             |
| 2     | 36      | Oakland Raiders      | Derek Carr              | QB       | Fresno State             | MW           |                                             |
| 2     | 37      | Atlanta Falcons      | Ra’Shede Hageman        | DT       | Minnesota                | Big Ten      |                                             |
| 2     | 38      | Tampa Bay Buccaneers | Austin Seferian-Jenkins | TE       | Washington               | Pac-12       |                                             |
| 2     | 39      | Jacksonville Jaguars | Marqise Lee             | WR       | USC                      | Pac-12       |                                             |
| 2     | 40      | Detroit Lions        | Kyle Van Noy            | LB       | BYU                      | Unabh. (FBS) | Pick von den Vikings via Seahawks           |
| 2     | 41      | St. Louis Rams       | Lamarcus Joyner         | S        | Florida State            | ACC          | Pick von den Bills                          |
| 2     | 42      | Philadelphia Eagles  | Jordan Matthews         | WR       | Vanderbilt               | SEC          | Pick von den Titans                         |
| 2     | 43      | New York Giants      | Weston Richburg         | C        | Colorado State           | MW           |                                             |
| 2     | 44      | Buffalo Bills        | Cyrus Kouandjio         | OT       | Alabama                  | SEC          | Pick von den Rams                           |
| 2     | 45      | Seattle Seahawks     | Paul Richardson         | WR       | Colorado                 | Pac-12       | Pick von den Lions                          |
| 2     | 46      | Pittsburgh Steelers  | Stephon Tuitt           | DE       | Notre Dame               | Unabh. (FBS) |                                             |
| 2     | 47      | Washington Redskins  | Trent Murphy            | LB       | Stanford                 | Pac-12       | Pick von den Cowboys                        |
| 2     | 48      | Baltimore Ravens     | Timmy Jernigan          | DT       | Florida State            | ACC          |                                             |
| 2     | 49      | New York Jets        | Jace Amaro              | TE       | Texas Tech               | Big 12       |                                             |
| 2     | 50      | San Diego Chargers   | Jeremiah Attaochu       | LB       | Georgia Tech             | ACC          | Pick von den Dolphins                       |
| 2     | 51      | Chicago Bears        | Ego Ferguson            | DT       | LSU                      | SEC          |                                             |
| 2     | 52      | Arizona Cardinals    | Troy Niklas             | TE       | Notre Dame               | Unabh. (FBS) |                                             |
| 2     | 53      | Green Bay Packers    | Davante Adams           | WR       | Fresno State             | MW           |                                             |
| 2     | 54      | Tennessee Titans     | Bishop Sankey           | RB       | Washington               | Pac-12       | Pick von den Eagles                         |
| 2     | 55      | Cincinnati Bengals   | Jeremy Hill             | RB       | LSU                      | SEC          |                                             |
| 2     | 56      | Denver Broncos       | Cody Latimer            | WR       | Indiana                  | Big Ten      | Pick von den Chiefs via 49ers               |
| 2     | 57      | San Francisco 49ers  | Carlos Hyde             | RB       | Ohio State               | Big Ten      | Pick von den Chargers via Dolphins          |
| 2     | 58      | New Orleans Saints   | Stanley Jean-Baptiste   | CB       | Nebraska                 | Big Ten      |                                             |
| 2     | 59      | Indianapolis Colts   | Jack Mewhort            | OT       | Ohio State               | Big Ten      |                                             |
| 2     | 60      | Carolina Panthers    | Kony Ealy               | DE       | Missouri                 | SEC          |                                             |
| 2     | 61      | Jacksonville Jaguars | Allen Robinson          | WR       | Penn State               | Big Ten      | Pick von den 49ers                          |
| 2     | 62      | New England Patriots | Jimmy Garoppolo         | QB       | Eastern Illinois         | OVC          |                                             |
| 2     | 63      | Miami Dolphins       | Jarvis Landry           | WR       | LSU                      | SEC          | Pick von den Broncos via 49ers              |
| 2     | 64      | Seattle Seahawks     | Justin Britt            | OT       | Missouri                 | SEC          |                                             |
| 3     | 65      | Houston Texans       | C. J. Fiedorowicz       | TE       | Iowa                     | Big Ten      |                                             |
| 3     | 66      | Washington Redskins  | Morgan Moses            | OT       | Virginia                 | ACC          |                                             |
| 3     | 67      | Miami Dolphins       | Billy Turner            | OT       | North Dakota State       | MVFC         | Pick von den Raiders                        |
| 3     | 68      | Atlanta Falcons      | Dezmen Southward        | S        | Wisconsin                | Big Ten      |                                             |
| 3     | 69      | Tampa Bay Buccaneers | Charles Sims            | RB       | West Virginia            | Big 12       |                                             |
| 3     | 70      | San Francisco 49ers  | Marcus Martin           | C        | USC                      | Pac-12       | Pick von den Jaguars                        |
| 3     | 71      | Cleveland Browns     | Christian Kirksey       | LB       | Iowa                     | Big Ten      |                                             |
| 3     | 72      | Minnesota Vikings    | Scott Crichton          | DE       | Oregon State             | Pac-12       |                                             |
| 3     | 73      | Buffalo Bills        | Preston Brown           | LB       | Louisville               | The American |                                             |
| 3     | 74      | New York Giants      | Jay Bromley             | DT       | Syracuse                 | ACC          |                                             |
| 3     | 75      | St. Louis Rams       | Tre Mason               | RB       | Auburn                   | SEC          |                                             |
| 3     | 76      | Detroit Lions        | Travis Swanson          | C        | Arkansas                 | SEC          |                                             |
| 3     | 77      | San Francisco 49ers  | Chris Borland           | LB       | Wisconsin                | Big Ten      | Pick von den Titans                         |
| 3     | 78      | Washington Redskins  | Spencer Long            | OG       | Nebraska                 | Big Ten      | Pick von den Cowboys                        |
| 3     | 79      | Baltimore Ravens     | Terrence Brooks         | S        | Florida State            | ACC          |                                             |
| 3     | 80      | New York Jets        | Dexter McDougle         | CB       | Maryland                 | ACC          |                                             |
| 3     | 81      | Oakland Raiders      | Gabe Jackson            | OG       | Mississippi State        | SEC          | Pick von den Dolphins                       |
| 3     | 82      | Chicago Bears        | Will Sutton             | DT       | Arizona State            | Pac-12       |                                             |
| 3     | 83      | Houston Texans       | Louis Nix               | DT       | Notre Dame               | Unabh. (FBS) | Pick von den Steelers via Browns und Eagles |
| 3     | 84      | Arizona Cardinals    | Kareem Martin           | DE       | North Carolina           | ACC          |                                             |
| 3     | 85      | Green Bay Packers    | Khyri Thornton          | DT       | Southern Miss            | C-USA        |                                             |
| 3     | 86      | Philadelphia Eagles  | Josh Huff               | WR       | Oregon                   | Pac-12       |                                             |
| 3     | 87      | Kansas City Chiefs   | Phillip Gaines          | CB       | Rice                     | C-USA        |                                             |
| 3     | 88      | Cincinnati Bengals   | Will Clarke             | DE       | West Virginia            | Big 12       |                                             |
| 3     | 89      | San Diego Chargers   | Chris Watt              | OG       | Notre Dame               | Unabh. (FBS) |                                             |
| 3     | 90      | Indianapolis Colts   | Donte Moncrief          | WR       | Ole Miss                 | SEC          |                                             |
| 3     | 91      | Arizona Cardinals    | John Brown              | WR       | Pittsburg State (KS)     | MIAA         | Pick von den Saints                         |
| 3     | 92      | Carolina Panthers    | Trai Turner             | OG       | LSU                      | SEC          |                                             |
| 3     | 93      | Jacksonville Jaguars | Brandon Linder          | OG       | Miami                    | ACC          | Pick von den Patriots                       |
| 3     | 94      | Cleveland Browns     | Terrance West           | RB       | Towson                   | CAA          | Pick von den 49ers                          |
| 3     | 95      | Denver Broncos       | Michael Schofield       | OT       | Michigan                 | Big Ten      |                                             |
| 3     | 96      | Minnesota Vikings    | Jerick McKinnon         | RB       | Georgia Southern         | SoCon        | Pick von den Seahawks                       |
| 3     | 97      | Pittsburgh Steelers  | Dri Archer              | RB       | Kent State               | MAC          | Compensatory Pick                           |
| 3     | 98      | Green Bay Packers    | Richard Rodgers II      | TE       | California               | Pac-12       | Compensatory Pick                           |
| 3     | 99      | Baltimore Ravens     | Crockett Gillmore       | TE       | Colorado State           | MW           | Compensatory Pick                           |
| 3     | 100     | San Francisco 49ers  | Brandon Thomas          | OG       | Clemson                  | ACC          | Compensatory Pick                           |
| 4     | 101     | Philadelphia Eagles  | Jaylen Watkins          | CB       | Florida                  | SEC          | Pick von den Texans                         |
| 4     | 102     | Washington Redskins  | Bashaud Breeland        | CB       | Clemson                  | ACC          |                                             |
| 4     | 103     | Atlanta Falcons      | Devonta Freeman         | RB       | Florida State            | ACC          |                                             |
| 4     | 104     | New York Jets        | Jalen Saunders          | WR       | Oklahoma                 | Big 12       | Pick von den Buccaneers                     |
| 4     | 105     | New England Patriots | Bryan Stork             | C        | Florida State            | ACC          | Pick von den Jaguars                        |
| 4     | 106     | San Francisco 49ers  | Bruce Ellington         | WR       | South Carolina           | SEC          | Pick von den Browns                         |
| 4     | 107     | Oakland Raiders      | Justin Ellis            | DT       | Louisiana Tech           | C-USA        |                                             |
| 4     | 108     | Seattle Seahawks     | Cassius Marsh           | DE       | UCLA                     | Pac-12       | Pick von den Vikings                        |
| 4     | 109     | Buffalo Bills        | Ross Cockrell           | CB       | Duke                     | ACC          |                                             |
| 4     | 110     | St. Louis Rams       | Maurice Alexander       | S        | Utah State               | MW           |                                             |
| 4     | 111     | Cincinnati Bengals   | Russell Bodine          | C        | North Carolina           | ACC          | Pick von den Lions via Seahawks             |
| 4     | 112     | Tennessee Titans     | DaQuan Jones            | DT       | Penn State               | Big Ten      |                                             |
| 4     | 113     | New York Giants      | Andre Williams          | RB       | Boston College           | ACC          |                                             |
| 4     | 114     | Jacksonville Jaguars | Aaron Colvin            | CB       | Oklahoma                 | Big 12       | Pick von den Ravens                         |
| 4     | 115     | New York Jets        | Shaq Evans              | WR       | UCLA                     | Pac-12       |                                             |
| 4     | 116     | Oakland Raiders      | Keith McGill            | CB       | Utah                     | Pac-12       | Pick von den Dolphins                       |
| 4     | 117     | Chicago Bears        | Ka'Deem Carey           | RB       | Arizona                  | Pac-12       |                                             |
| 4     | 118     | Pittsburgh Steelers  | Martavis Bryant         | WR       | Clemson                  | ACC          |                                             |
| 4     | 119     | Dallas Cowboys       | Anthony Hitchens        | LB       | Iowa                     | Big Ten      |                                             |
| 4     | 120     | Arizona Cardinals    | Logan Thomas            | QB       | Virginia Tech            | ACC          |                                             |
| 4     | 121     | Green Bay Packers    | Carl Bradford           | LB       | Arizona State            | Pac-12       |                                             |
| 4     | 122     | Tennessee Titans     | Marqueston Huff         | S        | Wyoming                  | MW           | Pick von den Eagles                         |
| 4     | 123     | Seattle Seahawks     | Kevin Norwood           | WR       | Alabama                  | SEC          | Pick von den Bengals                        |
| 4     | 124     | Kansas City Chiefs   | De'Anthony Thomas       | RB       | Oregon                   | Pac-12       |                                             |
| 4     | 125     | Miami Dolphins       | Walt Aikens             | CB       | Liberty                  | Big South    | Pick von den Chargers                       |
| 4     | 126     | New Orleans Saints   | Khairi Fortt            | LB       | California               | Pac-12       |                                             |
| 4     | 127     | Cleveland Browns     | Pierre Desir            | CB       | Lindenwood               | MIAA         | Pick von den Colts                          |
| 4     | 128     | Carolina Panthers    | Tre Boston              | S        | North Carolina           | ACC          |                                             |
| 4     | 129     | San Francisco 49ers  | Dontae Johnson          | CB       | North Carolina State     | ACC          |                                             |
| 4     | 130     | New England Patriots | James White             | RB       | Wisconsin                | Big Ten      |                                             |
| 4     | 131     | Chicago Bears        | Brock Vereen            | S        | Minnesota                | Big Ten      | Pick von den Broncos                        |
| 4     | 132     | Seattle Seahawks     | Kevin Pierre-Louis      | LB       | Boston College           | ACC          |                                             |
| 4     | 133     | Detroit Lions        | Nevin Lawson            | CB       | Utah State               | MW           | Compensatory Pick                           |
| 4     | 134     | Baltimore Ravens     | Brent Urban             | DT       | Virginia                 | ACC          | Compensatory Pick                           |
| 4     | 135     | Houston Texans       | Tom Savage              | QB       | Pittsburgh               | ACC          | Compensatory Pick                           |
| 4     | 136     | Detroit Lions        | Larry Webster III       | DE       | Bloomsburg               | PSAC         | Compensatory Pick                           |
| 4     | 137     | New York Jets        | Dakota Dozier           | OG       | Furman                   | SoCon        | Compensatory Pick                           |
| 4     | 138     | Baltimore Ravens     | Lorenzo Taliaferro      | RB       | Coastal Carolina         | Big South    | Compensatory Pick                           |
| 4     | 139     | Atlanta Falcons      | Prince Shembo           | LB       | Notre Dame               | Unabh. (FBS) | Compensatory Pick                           |
| 4     | 140     | New England Patriots | Cameron Fleming         | OT       | Stanford                 | Pac-12       | Compensatory Pick                           |
| 5     | 141     | Philadelphia Eagles  | Taylor Hart             | DE       | Oregon                   | Pac-12       | Pick von den Texans                         |
| 5     | 142     | Washington Redskins  | Ryan Grant              | WR       | Tulane                   | C-USA        |                                             |
| 5     | 143     | Tampa Bay Buccaneers | Kadeem Edwards          | OG       | Tennessee State          | OVC          |                                             |
| 5     | 144     | Jacksonville Jaguars | Telvin Smith            | LB       | Florida State            | ACC          |                                             |
| 5     | 145     | Minnesota Vikings    | David Yankey            | OG       | Stanford                 | Pac-12       | Pick von den Browns                         |
| 5     | 146     | Dallas Cowboys       | Devin Street            | WR       | Pittsburgh               | ACC          | Pick von den Raiders via Seahawks und Lions |
| 5     | 147     | Atlanta Falcons      | Ricardo Allen           | CB       | Purdue                   | Big Ten      |                                             |
| 5     | 148     | Carolina Panthers    | Bené Benwikere          | CB       | San Jose State           | MW           | Pick von den Vikings                        |
| 5     | 149     | Tampa Bay Buccaneers | Kevin Pamphile          | OT       | Purdue                   | Big Ten      | Pick von den Bills                          |
| 5     | 150     | San Francisco 49ers  | Aaron Lynch             | DE       | South Florida            | The American | Pick von den Lions via Jaguars              |
| 5     | 151     | Tennessee Titans     | Avery Williamson        | LB       | Kentucky                 | SEC          |                                             |
| 5     | 152     | New York Giants      | Nat Berhe               | S        | San Diego State          | MW           |                                             |
| 5     | 153     | Buffalo Bills        | Cyril Richardson        | OG       | Baylor                   | Big 12       | Pick von den Rams                           |
| 5     | 154     | New York Jets        | Jeremiah George         | LB       | Iowa State               | Big 12       |                                             |
| 5     | 155     | Miami Dolphins       | Arthur Lynch            | TE       | Georgia                  | SEC          |                                             |
| 5     | 156     | Denver Broncos       | Lamin Barrow            | LB       | LSU                      | SEC          | Pick von den Bears                          |
| 5     | 157     | Pittsburgh Steelers  | Shaquille Richardson    | CB       | Arizona                  | Pac-12       |                                             |
| 5     | 158     | Detroit Lions        | Caraun Reid             | DT       | Princeton                | Ivy          | Pick von den Cowboys                        |
| 5     | 159     | Jacksonville Jaguars | Chris Smith             | DE       | Arkansas                 | SEC          | Pick von den Ravens                         |
| 5     | 160     | Arizona Cardinals    | Ed Stinson              | DE       | Alabama                  | SEC          |                                             |
| 5     | 161     | Green Bay Packers    | Corey Linsley           | C        | Ohio State               | Big Ten      |                                             |
| 5     | 162     | Philadelphia Eagles  | Ed Reynolds             | S        | Stanford                 | Pac-12       |                                             |
| 5     | 163     | Kansas City Chiefs   | Aaron Murray            | QB       | Georgia                  | SEC          |                                             |
| 5     | 164     | Cincinnati Bengals   | A. J. McCarron          | QB       | Alabama                  | SEC          |                                             |
| 5     | 165     | San Diego Chargers   | Ryan Carrethers         | DT       | Arkansas State           | Sun Belt     |                                             |
| 5     | 166     | Indianapolis Colts   | Jonathan Newsome        | DE       | Ball State               | MAC          |                                             |
| 5     | 167     | New Orleans Saints   | Vinnie Sunseri          | S        | Alabama                  | SEC          |                                             |
| 5     | 168     | Atlanta Falcons      | Marquis Spruill         | LB       | Syracuse                 | ACC          | Pick von den Panthers via Vikings           |
| 5     | 169     | New Orleans Saints   | Ronald Powell           | OLB      | Florida                  | SEC          | Pick von den Patriots via Eagles            |
| 5     | 170     | San Francisco 49ers  | Keith Reaser            | CB       | Florida Atlantic         | C-USA        |                                             |
| 5     | 171     | Miami Dolphins       | Jordan Tripp            | LB       | Montana                  | Big Sky      | Pick von den Cowboys via 49ers              |
| 5     | 172     | Seattle Seahawks     | Jimmy Staten            | DT       | Middle Tennessee         | C-USA        |                                             |
| 5     | 173     | Pittsburgh Steelers  | Wesley Johnson          | C        | Vanderbilt               | SEC          | Compensatory Pick                           |
| 5     | 174     | New York Giants      | Devon Kennard           | OLB      | USC                      | Pac-12       | Compensatory Pick                           |
| 5     | 175     | Baltimore Ravens     | John Urschel            | OG       | Penn State               | Big Ten      | Compensatory Pick                           |
| 5     | 176     | Green Bay Packers    | Jared Abbrederis        | WR       | Wisconsin                | Big Ten      | Compensatory Pick                           |
| 6     | 177     | Houston Texans       | Jeoffrey Pagan          | DE       | Alabama                  | SEC          |                                             |
| 6     | 178     | Tennessee Titans     | Zach Mettenberger       | QB       | LSU                      | SEC          | Pick von den Redskins                       |
| 6     | 179     | New England Patriots | Jon Halapio             | OG       | Florida                  | SEC          | Pick von den Jaguars                        |
| 6     | 180     | San Francisco 49ers  | Kenneth Acker           | CB       | SMU                      | The American | Pick von den Browns                         |
| 6     | 181     | Houston Texans       | Alfred Blue             | RB       | LSU                      | SEC          | Pick von den Raiders                        |
| 6     | 182     | Minnesota Vikings    | Antone Exum             | CB       | Virginia Tech            | ACC          | Pick von den Falcons                        |
| 6     | 183     | Chicago Bears        | David Fales             | QB       | San Jose State           | MW           | Pick von den Buccaneers                     |
| 6     | 184     | Minnesota Vikings    | Kendall James           | CB       | Maine                    | CAA          |                                             |
| 6     | 185     | Tampa Bay Buccaneers | Robert Herron           | WR       | Wyoming                  | MW           | Pick von den Bills                          |
| 6     | 186     | Washington Redskins  | Lache Seastrunk         | RB       | Baylor                   | Big 12       | Pick von den Titans                         |
| 6     | 187     | New York Giants      | Bennett Jackson         | CB       | Notre Dame               | Unabh. (FBS) |                                             |
| 6     | 188     | St. Louis Rams       | E. J. Gaines            | CB       | Missouri                 | SEC          |                                             |
| 6     | 189     | Detroit Lions        | T. J. Jones             | WR       | Notre Dame               | Unabh. (FBS) |                                             |
| 6     | 190     | Miami Dolphins       | Matt Hazel              | WR       | Coastal Carolina         | Big South    |                                             |
| 6     | 191     | Chicago Bears        | Pat O'Donnell           | P        | Miami                    | ACC          |                                             |
| 6     | 192     | Pittsburgh Steelers  | Jordan Zumwalt          | OLB      | UCLA                     | Pac-12       |                                             |
| 6     | 193     | Kansas City Chiefs   | Zach Fulton             | OG       | Tennessee                | SEC          | Pick von den Cowboys                        |
| 6     | 194     | Baltimore Ravens     | Keith Wenning           | QB       | Ball State               | MAC          |                                             |
| 6     | 195     | New York Jets        | Brandon Dixon           | CB       | Northwest Missouri State | MIAA         |                                             |
| 6     | 196     | Arizona Cardinals    | Walt Powell             | WR       | Murray State             | OVC          |                                             |
| 6     | 197     | Green Bay Packers    | Demetri Goodson         | CB       | Baylor                   | Big 12       |                                             |
| 6     | 198     | New England Patriots | Zach Moore              | DE       | Concordia (St. Paul)     | NSIC         | Pick von den Eagles                         |
| 6     | 199     | Seattle Seahawks     | Garrett Scott           | OT       | Marshall                 | C-USA        | Pick von den Bengals                        |
| 6     | 200     | Kansas City Chiefs   | Laurent Duvernay-Tardif | OT       | McGill                   | RSEQ         |                                             |
| 6     | 201     | San Diego Chargers   | Marion Grice            | RB       | Arizona State            | Pac-12       |                                             |
| 6     | 202     | New Orleans Saints   | Tavon Rooks             | OT       | Kansas State             | Big 12       |                                             |
| 6     | 203     | Indianapolis Colts   | Andrew Jackson          | LB       | Western Kentucky         | Sun Belt     |                                             |
| 6     | 204     | Carolina Panthers    | Tyler Gaffney           | RB       | Stanford                 | Pac-12       |                                             |
| 6     | 205     | Jacksonville Jaguars | Luke Bowanko            | C        | Virginia                 | ACC          | Pick von den 49ers                          |
| 6     | 206     | New England Patriots | Jemea Thomas            | S        | Georgia Tech             | ACC          |                                             |
| 6     | 207     | Denver Broncos       | Matt Paradis            | C        | Boise State              | MW           |                                             |
| 6     | 208     | Seattle Seahawks     | Eric Pinkins            | SS       | San Diego State          | MW           |                                             |
| 6     | 209     | New York Jets        | Quincy Enunwa           | WR       | Nebraska                 | Big Ten      | Compensatory Pick                           |
| 6     | 210     | New York Jets        | IK Enemkpali            | DE       | Louisiana Tech           | C-USA        | Compensatory Pick                           |
| 6     | 211     | Houston Texans       | Jay Prosch              | FB       | Auburn                   | SEC          | Compensatory Pick                           |
| 6     | 212     | Cincinnati Bengals   | Marquis Flowers         | LB       | Arizona                  | Pac-12       | Compensatory Pick                           |
| 6     | 213     | New York Jets        | Tajh Boyd               | QB       | Clemson                  | ACC          | Compensatory Pick                           |
| 6     | 214     | St. Louis Rams       | Garrett Gilbert         | QB       | SMU                      | The American | Compensatory Pick                           |
| 6     | 215     | Pittsburgh Steelers  | Daniel McCullers        | DT       | Tennessee                | SEC          | Compensatory Pick                           |
| 7     | 216     | Houston Texans       | Andre Hal               | CB       | Vanderbilt               | SEC          |                                             |
| 7     | 217     | Washington Redskins  | Ted Bolser              | TE       | Indiana                  | Big Ten      |                                             |
| 7     | 218     | Baltimore Ravens     | Michael Campanaro       | WR       | Wake Forest              | ACC          | Pick von den Browns                         |
| 7     | 219     | Oakland Raiders      | Travis Carrie           | CB       | Ohio                     | MAC          |                                             |
| 7     | 220     | Minnesota Vikings    | Shamar Stephen          | DT       | Connecticut              | The American | Pick von den Falcons                        |
| 7     | 221     | Buffalo Bills        | Randell Johnson         | LB       | Florida Atlantic         | C-USA        | Pick von den Buccaneers                     |
| 7     | 222     | Jacksonville Jaguars | Storm Johnson           | RB       | UCF                      | The American |                                             |
| 7     | 223     | Minnesota Vikings    | Brandon Watts           | LB       | Georgia Tech             | ACC          |                                             |
| 7     | 224     | Philadelphia Eagles  | Beau Allen              | DT       | Wisconsin                | Big Ten      | Pick von den Bills                          |
| 7     | 225     | Minnesota Vikings    | Jabari Price            | CB       | North Carolina           | ACC          | Pick von den Giants via Panthers            |
| 7     | 226     | St. Louis Rams       | Mitchell Van Dyk        | OT       | Portland State           | Big Sky      |                                             |
| 7     | 227     | Seattle Seahawks     | Kiero Small             | RB       | Arkansas                 | SEC          | Pick von den Lions                          |
| 7     | 228     | Washington Redskins  | Zach Hocker             | K        | Arkansas                 | SEC          | Pick von den Titans                         |
| 7     | 229     | Detroit Lions        | Nate Freese             | K        | Boston College           | ACC          | Pick von den Bears via Cowboys              |
| 7     | 230     | Pittsburgh Steelers  | Rob Blanchflower        | TE       | Massachusetts            | MAC          |                                             |
| 7     | 231     | Dallas Cowboys       | Ben Gardner             | DE       | Stanford                 | Pac-12       |                                             |
| 7     | 232     | Indianapolis Colts   | Ulrick John             | OT       | Georgia State            | Sun Belt     | Pick von den Ravens                         |
| 7     | 233     | New York Jets        | Trevor Reilly           | LB       | Utah                     | Pac-12       |                                             |
| 7     | 234     | Miami Dolphins       | Terrence Fede           | DE       | Marist                   | Pioneer      |                                             |
| 7     | 235     | Oakland Raiders      | Shelby Harris           | DE       | Illinois State           | MVFC         | Pick von den Cardinals                      |
| 7     | 236     | Green Bay Packers    | Jeff Janis              | WR       | Saginaw Valley State     | GLIAC        |                                             |
| 7     | 237     | Buffalo Bills        | Seantrel Henderson      | OT       | Miami                    | ACC          | Pick von den Eagles                         |
| 7     | 238     | Dallas Cowboys       | Will Smith              | LB       | Texas Tech               | Big 12       | Pick von den Chiefs                         |
| 7     | 239     | Cincinnati Bengals   | James Wright            | WR       | LSU                      | SEC          |                                             |
| 7     | 240     | San Diego Chargers   | Tevin Reese             | WR       | Baylor                   | Big 12       |                                             |
| 7     | 241     | St. Louis Rams       | Christian Bryant        | FS       | Ohio State               | Big Ten      | Pick von den Colts                          |
| 7     | 242     | Denver Broncos       | Corey Nelson            | LB       | Oklahoma                 | Big 12       | Pick von den Saints via 49ers               |
| 7     | 243     | San Francisco 49ers  | Kaleb Ramsey            | DT       | Boston College           | ACC          | Pick von den Panthers                       |
| 7     | 244     | New England Patriots | Jeremy Gallon           | WR       | Michigan                 | Big Ten      |                                             |
| 7     | 245     | San Francisco 49ers  | Trey Millard            | FB       | Oklahoma                 | Big 12       |                                             |
| 7     | 246     | Chicago Bears        | Charles Leno            | OT       | Boise State              | MW           | Pick von den Broncos                        |
| 7     | 247     | Oakland Raiders      | Jonathan Dowling        | SS       | Western Kentucky         | Sun Belt     | Pick von den Seahawks                       |
| 7     | 248     | Dallas Cowboys       | Ahmad Dixon             | SS       | Baylor                   | Big 12       | Compensatory Pick                           |
| 7     | 249     | St. Louis Rams       | Michael Sam             | DE       | Missouri                 | SEC          | Compensatory Pick                           |
| 7     | 250     | St. Louis Rams       | Demetrius Rhaney        | C        | Tennessee State          | OVC          | Compensatory Pick                           |
| 7     | 251     | Dallas Cowboys       | Ken Bishop              | DT       | Northern Illinois        | MAC          | Compensatory Pick                           |
| 7     | 252     | Cincinnati Bengals   | Lavelle Westbrooks      | CB       | Georgia Southern         | SoCon        | Compensatory Pick                           |
| 7     | 253     | Atlanta Falcons      | Yawin Smallwood         | LB       | Connecticut              | The American | Compensatory Pick                           |
| 7     | 254     | Dallas Cowboys       | Terrance Mitchell       | CB       | Oregon                   | Pac-12       | Compensatory Pick                           |
| 7     | 255     | Atlanta Falcons      | Tyler Starr             | LB       | South Dakota             | MVFC         | Compensatory Pick                           |
| 7     | 256     | Houston Texans       | Lonnie Ballentine       | FS       | Memphis                  | The American | Compensatory Pick                           |

## Trades
Bei den Trades bedeutet der Hinweis (VD), dass der Trade vor dem Draft abgeschlossen wurde (Vor dem Draft) und der Hinweis (D) bedeutet, dass der Trade während des Draftes abgeschlossen wurde. Wenn nicht anders angegeben, handelt es sich bei den getauschten Picks um diesjährige.

### Runde 1
1. ↑  Pick 2: Washington Redskins → St. Louis Rams (VD): Washington tauschte diesen Pick, je einen Erst- und Zweitrundenpick 2012 und einen Erstrundenpick 2013 gegen einen Erstrundenpick 2012 von St. Louis
2. ↑  Pick 4: Cleveland Browns → Buffalo Bills (D): Cleveland tauschte diesen Pick gegen einen diesjährigen Erstrundenpick (9.) und je einen Erst- und Fünftrundenpick 2015 von Buffalo
3. ↑  Pick 8: Minnesota Vikings → Cleveland Browns (D): Minnesota tauschte diesen Pick gegen Clevelands Pick 9 (vorher von Buffalo an Cleveland) und einen Fünftrundenpick (145.)
4. ↑  Pick 9: Mehrere Trades:
    
  - Buffalo Bills → Cleveland Browns (D): Siehe Pick 4
  - Cleveland Browns → Minnesota Vikings (D): Siehe Pick 8
5. ↑  Pick 20: Arizona Cardinals → New Orleans Saints (D): Arizona tauschte diesen Pick gegen je einen Erst- und Drittrundenpick (27., 91.) von New Orleans
6. ↑  Pick 22: Philadelphia Eagles → Cleveland Browns (D): Philadelphia tauschte diesen Pick gegen je einen Erst- (26.; siehe Pick 26) und Drittrundenpick (83.) von Cleveland
7. ↑  Pick 26: Mehrere Trades:
  - Indianapolis Colts → Cleveland Browns (VD): Indianapolis tauschte diesen Pick gegen Clevelands RB Trent Richardson (September 2013)
  - Cleveland Browns → Philadelphia Eagles (D): Siehe Pick 22
8. ↑  Pick 27: New Orleans Saints → Arizona Cardinals (D): Siehe Pick 20
9. ↑  Pick 32: Seattle Seahawks → Minnesota Vikings (D): Seattle tauschte diesen Pick gegen je einen Zweit- und Viertrundenpick (40., 108.) von Minnesota

### Runde 2
1. ↑  Pick 34: Washington Redskins → Dallas Cowboys (D): Washington tauschte diesen Pick gegen je einen Zweit- und Drittrundenpick (47., 78.) von Dallas
2. ↑  Pick 40: Mehrere Trades:
  - Minnesota Vikings → Seattle Seahawks (D): Siehe Pick 32
  - Seattle Seahawks → Detroit Lions (D): Seattle tauschte diesen  und einen Fünftrundenpick (146.) gegen je einen Zweit-, Viert- und Siebtrundenpick (45., 111., 227.) von Detroit
3. ↑  Pick 41: Buffalo Bills → St. Louis Rams (D): Buffalo tauschte diesen Pick gegen je einen Zweit- und Fünftrundenpick (44., 153.) von St. Louis
4. ↑  Pick 42: Tennessee Titans → Philadelphia Eagles (D): Tennessee tauschte diesen Pick gegen je einen Zweit- und Fünftrundenpick (54., 122.) von Philadelphia
5. ↑  Pick 44: St. Louis Rams → Buffalo Bills (D): Siehe Pick 41
6. ↑  Pick 45: Detroit Lions → Seattle Seahawks (D): Siehe Pick 40
7. ↑  Pick 47: Dallas Cowboys → Washington Redskins (D): Siehe Pick 34
8. ↑  Pick 50: Miami Dolphins → San Diego Chargers (D): Miami tauschte diesen Pick gegen je einen Zweit- und Fünftrundenpick (57., 125.) von San Diego
9. ↑  Pick 54: Philadelphia Eagles → Tennessee Titans (D): Siehe Pick 42
10. ↑  Pick 56: Mehrere Trades:
  - Kansas City Chiefs → San Francisco 49ers (VD): Kansas City tauschte einen Zweitrundenpick 2013 und diesen Pick gegen San Franciscos QB Alex Smith
  - San Francisco 49ers → Denver Broncos (D): San Francisco tauschte diesen und einen Siebtrundenpick (242.) gegen je einen diesjährigen Zweit- und Fünftrundenpick (63., 171.) und einen Viertrundenpick 2015 von Denver
11. ↑  Pick 57: Mehrere Trades:
  - San Diego Chargers → Miami Dolphins (D): Siehe Pick 50
  - Miami Dolphins → San Francisco 49ers (D): Miami tauschte diesen Pick gegen je einen Zweit- und Fünftrundenpick (63., 171.; siehe Pick 56) von San Francisco
12. ↑  Pick 61: San Francisco 49ers → Jacksonville Jaguars (D): San Francisco tauschte diesen Pick gegen je einen Dritt- und Fünftrundenpick (70., 150.) von Jacksonville
13. ↑  Pick 63: Mehrere Trades:
  - Denver Broncos → San Francisco 49ers (D): Siehe Pick 56
  - San Francisco 49ers → Miami Dolphins (D): Siehe Pick 57

### Runde 3
1. ↑  Pick 67: Oakland Raiders → Miami Dolphins (D): Oakland tauschte diesen Pick gegen je einen Dritt- und Viertrundenpick (81., 116.) von Miami
2. ↑  Pick 70: Jacksonville Jaguars → San Francisco 49ers (D): Siehe Pick 61
3. ↑  Pick 77: Tennessee Titans → San Francisco 49ers (VD): Tennessee tauschte 2013 diesen und je einen Zweit- und Siebtrundenpick 2013 gegen San Franciscos Zweitrundenpick 2013
4. ↑  Pick 78: Dallas Cowboys → Washington Redskins (D): Siehe Pick 34
5. ↑  Pick 81: Miami Dolphins → Oakland Raiders (D): Siehe Pick 67
6. ↑  Pick 83: Mehrere Trades:

  - Pittsburgh Steelers → Cleveland Browns (VD): Pittsburgh tauschte 2013 diesen Pick gegen einen Viertrundenpick 2013 von Cleveland
  - Cleveland Browns → Philadelphia Eagles (D): Siehe Pick 22
  - Philadelphia Eagles → Houston Texans (D): Philadelphia tauschte diesen Pick gegen Viert- und Fünftrundenpick (101., 141.) von Houston
7. ↑  Pick 91: New Orleans Saints → Arizona Cardinals (D): Siehe Pick 20
8. ↑  Pick 93: New England Patriots → Jacksonville Jaguars (D): New England tauschte diesen Pick gegen je einen Viert- und Sechstrundenpick (105., 179.) von Jacksonville
9. ↑  Pick 94: San Francisco 49ers → Cleveland Browns (D): San Francisco tauschte diesen Pick gegen je einen Viert- und Sechstrundenpick (106., 180.) von Cleveland
10. ↑  Pick 96: Seattle Seahawks → Minnesota Vikings (VD): Seattle tauschte 2013 diesen und je einen Erst- und Siebtrundenpick 2013 gegen Minnesotas WR Percy Harvin

### Runde 4
1. ↑  Pick 101: Houston Texans → Philadelphia Eagles (D): Siehe Pick 83
2. ↑  Pick 104: Tampa Bay Buccaneers → New York Jets (VD): Tampa Bay tauschte 2013 diesen und einen Erstrundenpick 2013 gegen Jets CB Derrelle Revis
3. ↑  Pick 105: Jacksonville Jaguars → New England Patriots (D): Siehe Pick 93
4. ↑  Pick 106: Cleveland Browns → San Francisco 49ers (D): Siehe Pick 94
5. ↑  Pick 108: Minnesota Vikings → Seattle Seahawks (D): Siehe Pick 32
6. ↑  Pick 111: Mehrere Trades:

  - Detroit Lions → Seattle Seahawks (D): Siehe Pick 40

  - Seattle Seahawks → Cincinnati Bengals (D): Seattle tauschte diesen Pick gegen je einen Viert- und Sechstrundenpick (123., 199.) von Cincinnati
7. ↑  Pick 114: Baltimore Ravens → Jacksonville Jaguars (VD): Baltimore tauschte diesen und einen Fünftrundenpick (159.) gegen Jacksonvilles OT Eugene Monroe
8. ↑  Pick 116: Miami Dolphins → Oakland Raiders (D): Siehe Pick 67
9. ↑  Pick 122: Philadelphia Eagles → Tennessee Titans (D): Siehe Pick 42
10. ↑  Pick 123: Cincinnati Bengals → Seattle Seahawks (D): Siehe Pick 111
11. ↑  Pick 125: San Diego Chargers → Miami Dolphins (D): Siehe Pick 50
12. ↑  Pick 127: Indianapolis Colts → Cleveland Browns (VD): Indianapolis tauschte 2013 diesen Pick gegen einen Fünftrundenpick 2013 von Cleveland
13. ↑  Pick 131: Denver Broncos → Chicago Bears (D): Denver tauschte diesen und einen Siebtrundenpick (246.) gegen je einen dies- und einen nächstjährigen Fünftrundenpick (156.) von Chicago

### Runde 5
1. ↑  Pick 141: Houston Texans → Philadelphia Eagles (D): Siehe Pick 83
2. ↑  Pick 145: Cleveland Browns → Minnesota Vikings (D): Siehe Pick 8
3. ↑  Pick 146: Mehrere Trades:

  - Oakland Raiders → Seattle Seahawks (VD): Oakland tauschte diesen Pick gegen Seahawks QB Matt Flynn
  - Seattle Seahawks → Detroit Lions (D): Siehe Pick 40
  - Detroit Lions → Dallas Cowboys (D): Detroit tauschte diesen Pick gegen je einen Fünft- und Siebtrundenpick (158., 229.) von Dallas
4. ↑  Pick 148: Minnesota Vikings → Carolina Panthers (D): Minnesota tauschte diesen Pick gegen je einen Fünft- und Siebtrundenpick (168., 225.) von Carolina
5. ↑  Pick 149: Buffalo Bills → Tampa Bay Buccaneers (D): Buffalo tauschte diesen Pick gegen einen diesjährigen Siebt- (221.) und einen nächstjährigen Fünftrundenpick von Tampa Bay
6. ↑  Pick 150: Mehrere Trades:
  -  Detroit Lions → Jacksonville Jaguars (VD): Detroit tauschte 2012 diesen Pick gegen Jacksonvilles WR Mike Thomas
  - Jacksonville Jaguars → San Francisco 49ers (D): Siehe Pick 61
7. ↑  Pick 153: St. Louis Rams → Buffalo Bills (D): Siehe Pick 41
8. ↑  Pick 156: Chicago Bears → Denver Broncos (D): Siehe Pick 131
9. ↑  Pick 158: Dallas Cowboys → Detroit Lions (D): Siehe Pick 146
10. ↑  Pick 159: Baltimore Ravens → Jacksonville Jaguars (VD): Siehe Pick 141
11. ↑  Pick 168: Mehrere Trades:

  - Carolina Panthers → Minnesota Vikings (D): Siehe Pick 148

  - Minnesota Vikings → Atlanta Falcons (D): Minnesota tauschte diesen Pick gegen je einen Sechst- und Siebtrundenpick (182., 220.) von Atlanta
12. ↑  Pick 169: Mehrere Trades:

  - New England Patriots → Philadelphia Eagles (VD): New England tauschte diesen Pick gegen Philadelphias DT Isaac Sopoaga und einen Siebtrundenpick (198.)

  - Philadelphia Eagles → New Orleans Saints (VD): Philadelphia tauschte diesen Pick gegen New Orleans' RB Darren Sproles
13. ↑  Pick 171: Mehrere Trades:

  - Denver Broncos → San Francisco 49ers (D): Siehe Pick 56

  - San Francisco 49ers → Miami Dolphins (D): Siehe Pick 57

## Übersicht

### Nach Position
| Offense: - 33 Wide Receiver - 20 Offensive Tackles - 20 Runningbacks - 15 Offensive Guards - 14 Quarterbacks - 10 Tight Ends - 10 Centers - 02 Full Backs | Defense: - 34 Linebackers - 33 Cornerbacks - 22 Defensive Ends - 20 Defensive Tackles - 20 Safeties | Special Teams: - 2 Kicker - 1 Punter |

### Nach College
Angegeben sind alle Colleges, von denen mehr als ein Spieler ausgewählt wurde.
| Picks | College |
| ----- | --- |
| 9     | LSU |
| 8     | Alabama, Notre Dame |
| 7     | Florida State |
| 6     | Ohio State, Stanford |
| 5     | Baylor, Clemson, North Carolina, UCLA, Wisconsin |
| 4     | Arkansas, Auburn, Boston College, Florida, Louisville, Missouri, Oklahoma, Oregon |
| 3     | Arizona, Arizona State, Boise State, Georgia Tech, Iowa, Miami, Michigan, Nebraska, Penn State, Pittsburgh, Tennessee, Texas A&M, USC, Vanderbilt, Virginia, Virginia Tech |
| 2     | Ball State, California, Coastal Carolina, Colorado State, Connecticut, Florida Atlantic, Fresno State, Georgia, Georgia Southern, Indiana, Louisiana Tech, Minnesota, Northern Illinois, Oregon State, Purdue, San Diego State, San Jose State, SMU, South Carolina, Syracuse, Tennessee State, Texas Tech, UCF, Utah, Utah State, Washington, West Virginia, Western Kentucky, Wyoming |

## Popkultur
- Der Film Draft Day spielt während des fiktiven NFL Draft 2014
- Der NFL Draft 2014 findet in der US-amerikanischen Sitcom The League Erwähnung